# Anne Roumanoff
Anne Roumanoff, née le 25 septembre 1965 à Paris, est une humoriste et comédienne française.
Elle est notamment connue pour ses sketchs retransmis à la télévision ou à la radio et pour ses spectacles sur scène.
Elle commence sa carrière d'humoriste sur scène en 1987 avec un premier spectacle solo avec Bernadette, calme-toi ! au café-théâtre des Blancs-Manteaux. Elle joue ensuite au théâtre Grévin en 1991, puis à la Comédie-Caumartin, à l'Olympia ou encore à Bobino entre autres durant la décennie suivante. Elle intervient aussi dans l'émission Rien à cirer sur France Inter présentée par Laurent Ruquier de 1991 à 1997. Elle coanime en 2003 une émission pour la télévision romande. Elle effectue une tournée l'année suivante en France et au Québec pour son spectacle Follement Roumanoff.
Lors de la décennie suivante, Anne Roumanoff diversifie ses activités. Elle continue de jouer ses spectacles sur scène, notamment Anne a 20 ans en 2007 pour fêter ses vingt ans de carrière et Aimons-nous les uns les autres qui sera joué à l'Olympia en 2015, puis en tournée dans divers pays francophones ainsi qu'en Grande-Bretagne et aux États-Unis. Elle devient chroniqueuse dans l'émission Vivement dimanche prochain en 2007, présente plusieurs spectacles et émissions pour faire découvrir de jeunes humoristes ou encore fonde le site d'humour Youhumour avec son mari et producteur Philippe Vaillant. Elle est Marraine de la 24e édition du Téléthon en 2010 et est nommée officier de l'ordre des Arts et des Lettres en 2015.

## Biographie

### Jeunesse et formation
Anne Roumanoff est l'aînée des quatre enfants de Daniel Roumanoff, auteur d'origine juive russe, et de Colette Roumanoff (née Cassou), d’origine juive marocaine, écrivaine, directrice de la troupe de théâtre qui porte son nom, en résidence au théâtre Fontaine.
En 1977, elle prend ses premiers cours de théâtre au Cours Simon, puis au Cours Florent.
En 1982, après des études secondaires au lycée Carnot, elle intègre à 17 ans l'Institut d'études politiques de Paris (Sciences Po Paris). En 1986, elle en sort diplômée, dans la section « politique économique et sociale ». En septembre 1986, Anne Roumanoff écrit ses premiers sketchs et participe à des scènes ouvertes.
Après de nombreux échecs (elle échoue une fois au Conservatoire, trois fois à l'école de la rue Blanche, ainsi qu'à de nombreux castings), elle connaît le succès en mai 1987 lorsqu'elle devient une invitée régulière de l'émission La Classe sur FR3. En 1988, elle investit le café-théâtre des Blancs-Manteaux avec son premier spectacle solo Bernadette, calme-toi ! durant neuf mois. Suivront Je bosse comme une folle, j'ai pas une minute à moi, c'est du délire également aux Théâtre des Blancs-Manteaux.

### Révélation comique et France Inter (1991-2005)
En 1991, elle joue au théâtre Grévin avec succès et deux ans plus tard investit L'Européen, puis elle joue à la Comédie-Caumartin et au théâtre Daunou.
De 1991 à 1997, elle participe tous les dimanches matin à l'émission Rien à cirer sur France Inter présentée par Laurent Ruquier aux côtés notamment de Laurent Gerra, Laurence Boccolini, Patrick Font, Jean-Jacques Vanier et Pascal Brunner.
Elle se produit à l'Olympia en 1998, où elle joue Complètement Roumanoff.
En 2003, elle coanime au côté d'Olivier Delaloye l'émission pour la Télévision suisse romande Mélting Pôtes. C'est dans cette émission que les Romands découvrent le trio comique Les taupes models, avec Florence Foresti. De 2003 à 2004, elle joue à Bobino le spectacle Follement Roumanoff qui sera suivi d'une tournée en France et au Québec.

### Production et télévision (2006-2010)

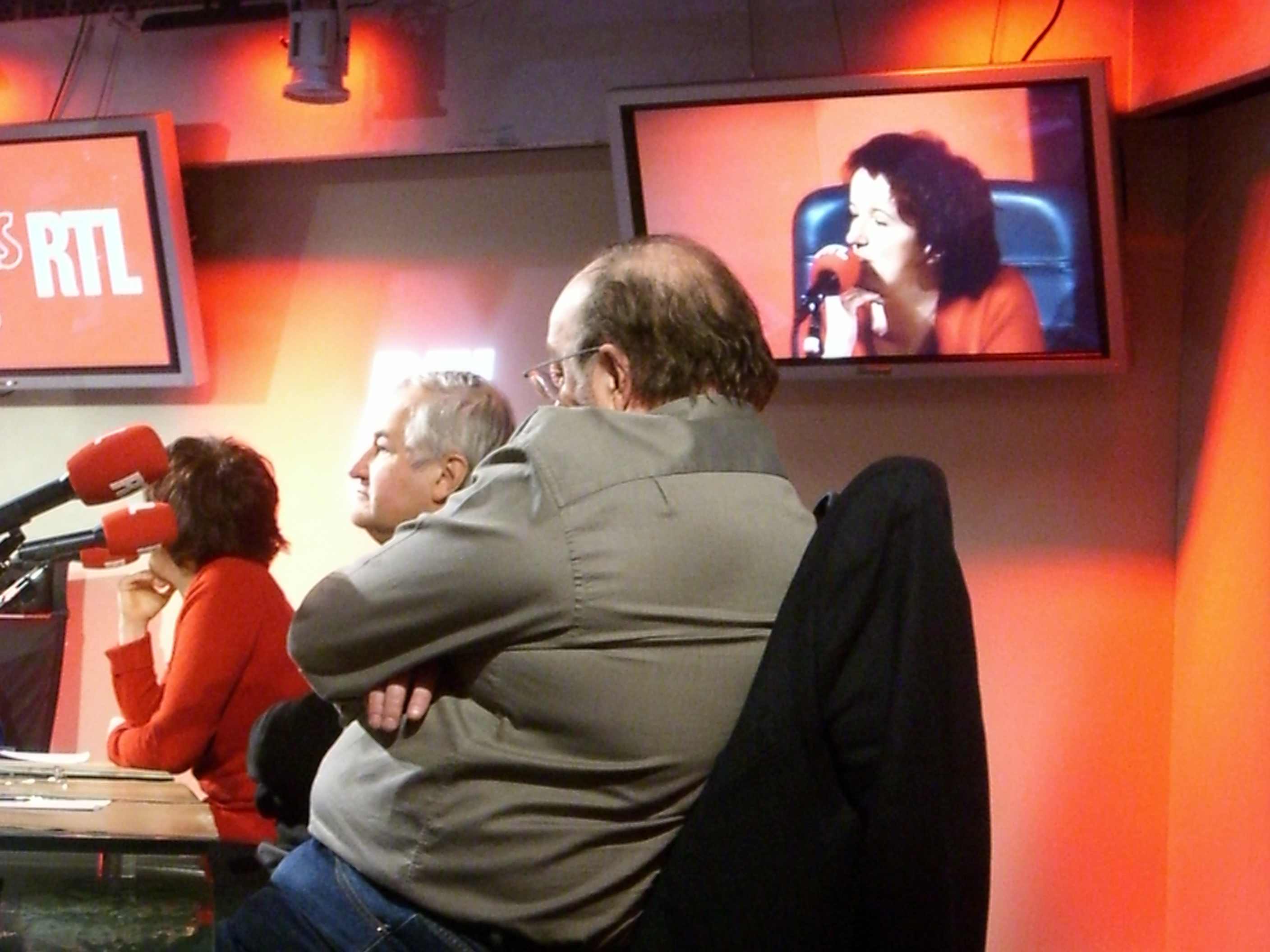
Anne Roumanoff sociétaire des Grosses têtes.

Entre 2003 et 2008, elle est sociétaire ponctuelle des Grosses Têtes sur RTL, présentée par Philippe Bouvard.
En 2006, Anne Roumanoff présente de jeunes humoristes dans les séries d'émissions Anne et ses chéris sur Paris Première et Les chéris d'Anne sur NRJ 12 et Comédie !.
De 2008 à 2011, dans le cadre du festival Paris fait sa comédie, elle présente plusieurs spectacles à l'Olympia où elle fait découvrir au public de jeunes humoristes, comme notamment Kev Adams, Constance, Garnier et Sentou, Claudia Tagbo…
Elle fête ses vingt ans de carrière en 2007 avec Anne a 20 ans au théâtre des Bouffes-Parisiens. Dès la même année, elle devient chroniqueuse dans Vivement dimanche prochain, présentée par Michel Drucker.
En 2008, Anne Roumanoff est la cofondatrice avec Philippe Vaillant, son producteur et ex-mari, du site d’humour Youhumour qui propose les vidéos de 280 humoristes comme Arnaud Tsamere, Gustave Parking, Audrey Lamy, ou encore Eric Antoine.

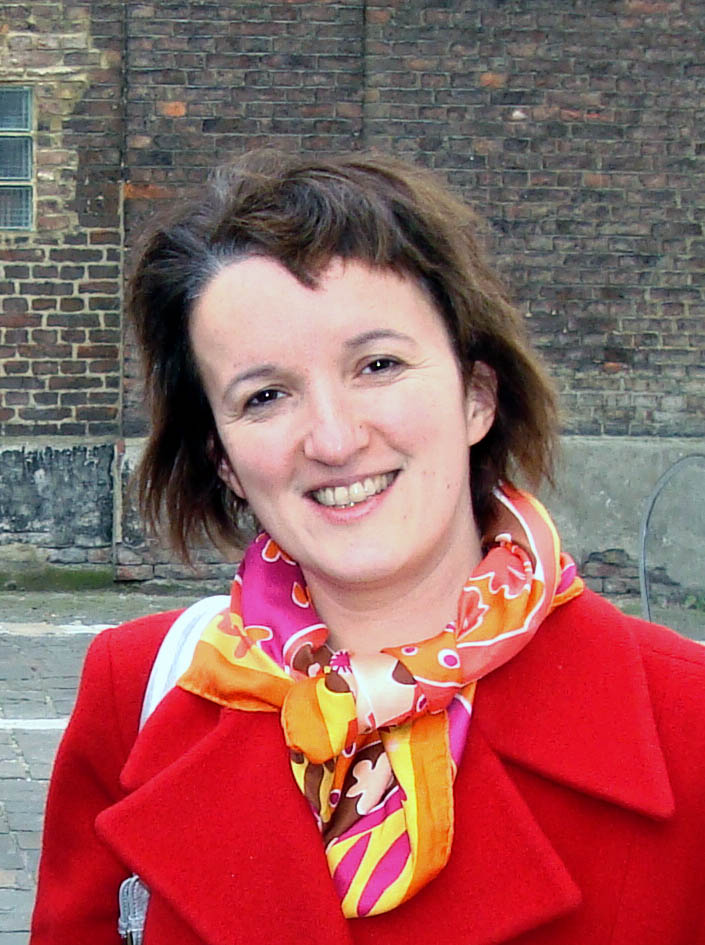
Anne Roumanoff en 2008.

### Le Journal du Dimancheet Europe 1 (2009-2014)
Depuis 2009, Anne Roumanoff écrit une chronique hebdomadaire sur l'actualité intitulée Rouge vif dans Le Journal du dimanche. La même année, elle intègre Europe 1, où elle présente une émission hebdomadaire Samedi Roumanoff, entourée d'une équipe d'humoristes : Willy Rovelli, Shirley Souagnon, Chris Deslandes, Frédérick Sigrist et Léa Lando ; en alternance avec Damien Lecamp et Tom Villa.
Elle intervient également dans la matinale Europe 1 Matin de 2009 à juillet 2013, d'abord aux côtés de Marc-Olivier Fogiel, puis de Bruce Toussaint. En 2010, elle est choisie comme Marraine de la 24e édition du Téléthon.
En 2011, elle adapte et réécrit pour les enfants, aux éditions Glénat, des Fables de La Fontaine.
D'août 2012 à janvier 2013, Anne Roumanoff joue son nouveau spectacle Anne [Rouge]manoff au Théâtre du Palais-Royal. En 2014, ses meilleures chroniques parues dans Le Journal du dimanche sont publiées dans le livre Normal 1er, roi des Français.

### Activités depuis 2015
Le 2 février 2015, le spectacle Aimons-nous les uns les autres est créé à l'Olympia à Paris et retransmis dans 169 cinémas en France, en Suisse et en Belgique. Il sera ensuite joué à l'Alhambra à Paris à partir du 30 juillet 2015 et jusqu'à janvier 2016.
Elle est en 2015, en tournée avec son spectacle en France, dans les pays francophones, en Grande-Bretagne (Londres) et aux États-Unis (New-York, Miami, Los Angeles et San Francisco). Le 15 octobre 2015, sort son livre Best-of Roumanoff, compilation de ses meilleures pensées et répliques, dans la collection « Les pensées » des éditions du Cherche midi.
À la rentrée 2016, elle anime sur Europe 1 avec une émission de 30 minutes, Ça pique mais c'est bon, qui révise l'actualité du jour avec humour tous les jours de 12 h à 12 h 30 sur. Finalement, en septembre 2017, l'émission est arrêtée, au profit d'un retour de Samedi Roumanoff, de nouveau sur la case hebdomadaire du samedi de 11 h à 12 h 30.
Au vu du grand succès que rencontra Aimons-nous les uns les autres à l'Alhambra, le spectacle joue les prolongations sous le nom Aimons-nous les uns les autres, et plus encore... du 26 juillet 2016 au 15 janvier 2017.
Elle fête ses 30 ans de scène à l'Olympia le 4 novembre 2017.
Le 16 décembre 2017, elle est membre du jury de l'élection Miss France 2018.
En janvier 2018, elle crée une plateforme à destination des professionnels du spectacle vivant : La place du Spectacle. L’objectif de ce site est de référencer les meilleurs prestataires dans tous les domaines du spectacle vivant pour mener à bien un projet de spectacle.
Elle anime pendant la saison 2018/2019 une émission quotidienne de 11 h à 12 h 30 sur Europe 1. Elle présente son nouveau spectacle Tout va bien au Casino de Paris en janvier 2019, à l'Olympia en avril 2019 et en tournée dans toute la France.
En novembre, sort aux Éditions du Cherche Midi, le livre d'humour Divorcée et joyeuse illustré par MaY fait des gribouillis. Les 16, 17 et 18 décembre, elle a présenté son spectacle à l'Olympia. Le 16 décembre, le spectacle a été retransmis en direct au cinéma.
Pendant le premier confinement, Anne Roumanoff a créé l'association Solidarité avec les soignants qu'elle a financée grâce à plusieurs ventes aux enchères sur Drouot digital. Après avoir acheté des équipements de protection aux soignants, cette association, composée de 20 bénévoles, se consacre maintenant à équiper les salles de repos des soignants dans toute la France : mille salles de repos ont été équipées en 2020.
Après cinq saisons à l'antenne d'Europe1, la chaine décide de ne pas renouveler son contrat pour la rentrée 2021.
En septembre 2021, elle présente à Bobino, une nouvelle version du spectacle « Tout va bien » intitulée « Tout va presque bien ! » où elle aborde avec humour les différentes façons qu'ont eu les gens de vivre la période de la pandémie. Le spectacle rencontre un grand succès et Anne Roumanoff joue les prolongations jusqu'en décembre 2021.
Elle est en tournée au printemps 2022.
Elle prépare à partir de 2022 son premier long-métrage de cinéma Qu'est-ce qu'on va faire de toi maman ?, qui raconte avec humour et tendresse les tribulations d'une femme divorcée de 50 ans.

### Vie personnelle
En 1994, Anne Roumanoff a épousé celui qui était son producteur depuis le début des années 1990, Philippe Vaillant, né en 1955. Ils ont deux filles : Alice Vaillant, qui est née en 1995 et est créatrice de mode, et Marie Vaillant, née en 2002. Le couple se sépare en 2016, puis divorce en 2018. Philippe Vaillant meurt en 2025.

### Engagements solidaires
Anne Roumanoff est engagée auprès des soignants depuis la pandémie de Covid-19 via son association Solidarité avec les soignants. Elle est marraine du Secours populaire français qu'elle soutient depuis de nombreuses années.

## Résumé de carrière artistique

### Publications
- Le guide de la belle-mère : comment la séduire ou faire avec !, Paris, Avec Anne Bromberger, Albin Michel, 1993 (ISBN 978-2-226-06562-9)
- Ça va être ta fête Maman !, Paris, Hors Collection, 2005 (ISBN 978-2258067141)
- Le couple : petits délices de la vie à deux, Paris, Avec Colette Roumanoff, Hors Collection, 2006, 157 p. (ISBN 978-2-258-07028-8)
- Belle, mince, sexy : et puis quoi encore ?, Paris, Hors Collection, 2006 (ISBN 978-2-258-07235-0, BNF 40951212)
- Bien plus que 20 ans. Portraits de femmes (et d'un homme), Paris, Fetjaine, coll. « Humour », 2007 (ISBN 978-2354250324)
- On ne nous dit pas tout ! "Les chroniques de Radio Bistrot", Paris, Fetjaine, coll. « Humour », 2009 (ISBN 978-2354251321)
- Théo le corbeau et Maître Renard, Paris, Éditions Atlas, 2011 (ISBN 978-2723486019)
- Marie-Chantal la cigale et Eugénie la fourmi, Paris, Éditions Atlas, 2011 (ISBN 978-2723486002)
- Phildebert le lièvre et Huluberlu la tortue, Paris, Éditions Atlas, 2011 (ISBN 978-2723486002)
- Gaston le Héron, Paris, Éditions Glénat, 2012 (ISBN 978-2723491525)
- Normal 1er, roi des Français, Paris, Éditions l'Archipel, 2014 (ISBN 280981421X)
- Normal 1er, roi des Français, Nouvelle édition augmentée, Paris, Éditions Archipoche, 2014 (ISBN 2352876990)
- Best-of Roumanoff, Paris, Le Cherche Midi Éditeur, 2015 (ISBN 978-2-7491-4362-0)
- L'intégrale, 30 ans de scène, Paris, Le Cherche Midi Éditeur, 2017
- Divorcée et joyeuse, Paris, le Cherche Midi Éditeur, 2018

### Théâtre

#### Mise en scène
- 2008 : Ma colocataire est encore une garce ! de Michel Delgado, Fabrice Blind et Nelly Marre. Pièce jouée à la Comédie de Paris et au Palais des glaces.
- 2008 : Les contes des mille et une nuits, spectacle pour enfants interprété par Kader Taibaoui et joué au théâtre des Bouffes-Parisiens à Paris.
- 2010 : La Famille Maestro[26], spectacle musical pour enfants joué au Festival d'Avignon.
- 2011 : Willy en Grand, spectacle solo joué par Willy Rovelli[27].

#### Comédienne
- 1994 : Récitante dans Babar, le petit éléphant de Francis Poulenc à l'auditorium du théâtre de Nice.
- 1996 : Anne Roumanoff interprète le rôle d'Anémone dans Potins d'enfer de Jean-Noël Fenwick au théâtre Rive Gauche.
- 1996 : Anne Roumanoff tient le rôle de Lisette dans la pièce La Seconde surprise de l'amour de Marivaux, mise en scène par Jean-Paul Tribout et jouée au théâtre Grévin à Paris.
- 2012 : Récitante du Carnaval des animaux de Camille Saint-Saëns sur un texte d'Éric-Emmanuel Schmitt, à l'occasion d'une journée spéciale consacrée à l'écrivain sur France Musique.

### Spectacles

#### Scène
- 1987 - 1988 : Bernadette, calme-toi !, son premier spectacle solo, à Paris au théâtre des Blancs-Manteaux (9 mois à l'affiche - 15 000 spectateurs).
- 1990 : Je bosse comme une folle, j’ai pas une minute à moi, c’est du délire !, à Paris au théâtre des Blancs-manteaux (7 mois - 16 000 spectateurs).
- 1991 : Roumanoff à Grévin, à Paris (4 mois - 17 000 spectateurs).
- 1993 : Anne Roumanoff à L'Européen, à Paris (8 mois - 47 000 spectateurs).
- 1996 : Les hommes et les enfants d’abord, à Paris au théâtre Daunou (9 mois - 50 000 spectateurs).
- 1998 : Complètement Roumanoff (Best Of Anne Roumanoff), à L'Olympia (Paris), puis en tournée francophone[28].
- 2000 : À la Roumanoff, à Bobino (à Paris, 15 mois - 125 000 spectateurs) et en tournée francophone (130 000 spectateurs).
- 2003 : Follement Roumanoff, à Bobino (Paris, 11 mois - 135 000 spectateurs) et en tournée francophone (14 mois).
- 2007-2008 : Anne a 20 ans, au théâtre des Bouffes-Parisiens à Paris (12 mois - 150 000 spectateurs) et en tournée francophone.
- 2009 : Bien plus que 20 ans, au théâtre des Bouffes-Parisiens à Paris (6 mois - 78 000 spectateurs).
- Avril 2010 : Anne naturellement, à l’Olympia (Paris).
- Septembre 2011 à juin 2012 : Anne naturellement, en tournée francophone (10 mois – 80 000 spectateurs).
- Août 2012 à février 2015 : Anne [Rouge]manoff au théâtre du Palais-Royal à Paris (6 mois - 60 000 spectateurs) et en tournée francophone.
- 2 février 2015 : Aimons-nous les uns les autres, création du spectacle à l'Olympia à Paris, retransmis dans 169 cinémas en France, en Belgique et en Suisse[11].
- Juillet 2015 à janvier 2016 : Aimons-nous les uns les autres à l'Alhambra à Paris (113 représentations).
- Juillet 2016 à Juin 2018 : Aimons-nous les uns les autres et plus encore à l'Alhambra à Paris jusqu'en janvier 2017, puis en tournée en France jusqu’en décembre 2018.
- Janvier 2019 : Tout va bien! au Casino de Paris, à l'Olympia en avril 2019 et en tournée dans toute la France et Olympia en décembre 2019.
- Depuis septembre 2023 : L'Expérience de la Vie, à Paris (Olympia, Bobino, Apollo, L'Européen) et en tournée dans toute la France.

#### DVD
- 1998 : Complètement Roumanoff
- 2000 : À la Roumanoff
- 2005 : Les hommes et les enfants d'abord
- 2006 : Follement Roumanoff
- 2008 : On ne nous dit pas tout ! Le Best of
- 2008 : Anne a 20 ans
- 2009 : 100 % Roumanoff
- 2010 : Anne Naturellement
- 2011 : Les Petites Résolutions
- 2012 : Coffret trois spectacles : Anne Naturellement, Les Petites Résolutions, Follement Roumanoff
- 2013 : Anne [Rouge]manoff !
- 2015 : Aimons-nous les uns les autres
- 2018 : Tout va bien

### Filmographie

#### Cinéma
- 1989 : La Passion de Bernadette, film de Jean Delannoy. Elle y joue le rôle d'une jeune religieuse avec des engelures, et qui est soignée par sainte Bernadette avec du miel.
- 1990 : Promotion canapé, film de Didier Kaminka : La jeune fille virée
- 1991 : Le Fils du Mékong, film de François Leterrier avec Jacques Villeret : Mme Susini
- 1992 : Vacances au purgatoire, film de Marc Simenon avec Marie-Anne Chazel et Ludivine Sagnier
- 1992 : Une journée chez ma mère, film de Dominique Cheminal, d'après et avec Charlotte de Turckheim : Clémentine
- 1995 : Golden Boy, film de Jean-Pierre Vergne avec Jacques Villeret et Martin Lamotte : Sandrine Bonvoisin

#### Téléfilms et séries télévisées
- 1990 : Le fantôme de l'Opéra, téléfilm de Tony Richardson (NBC).
- 1990 : Cavale, téléfilm de Serge Meynard.
- 1992 : Proust, documentaire américain de Sarah Mondale (interprète Céleste Albaret).
- 1996 : Des mouettes dans la tête, téléfilm de Bernard Malaterre avec Michel Galabru.
- 1996 : Le censeur du lycée d'Épinal, téléfilm de Marc Rivière avec Patrick Chesnais et Sylvie Joly.
- 1997 : Une patronne de charme, téléfilm de Bernard Uzan.
- 2000 : Sa mère, la pute, téléfilm de Brigitte Roüan.
- 2005 : L'homme qui voulait passer à la télé, téléfilm d'Amar Arhab et Pascal Légitimus avec Pascal Legitimus, Daniel Russo, Corinne Touzet, Maïté, Florence Foresti, Mouss Diouf, Jean-Luc Lemoine, Johnny Hallyday, Franck Dubosc…
- 2005 : La famille Zapon, téléfilm d'Amar Arhab avec Bruno Salomone, Axelle Laffont, Franck Dubosc…
- 2013 : C'est la crise !, série de 15 épisodes de 26 minutes écrite par Anne Roumanoff, réalisée par David Freymond et diffusée sur la chaîne Comédie !
- 2014 : Nos chers voisins, fête des voisins (prime-time spécial) sur TF1 : ancienne copine d'Aymeric au temps des scouts ; infirmière du Dr Derek.
- 2018 : Hitchcock by Jean-Pierre Mocky

#### Doublage
- 2000 : Les Razmoket à Paris, le film, film de Stig Bergqvist : voix de Coco la bouche

#### Publicités
Anne Roumanoff a joué dans plusieurs spots publicitaires pour les marques Ferrero, Groupe Lapeyre, Plein ciel, Bresse bleu, Weight Watchers, etc.[réf. souhaitée]

## Résumé de carrière médiatique

### Presse écrite
- 1995 : chronique mensuelle dans le magazine M.
- Depuis septembre 2008 : Humeur, Anne Roumanoff, chronique mensuelle dans le magazine Sélection du Reader's Digest.
- 2009-2023 : Rouge vif[9], chronique hebdomadaire dans Le Journal du dimanche.

### Parcours en radio
- 1991-1996 : chroniqueuse dans l'émission dominicale Rien à cirer sur France Inter, présentée par Laurent Ruquier
- 2003-2008, 2014, 2021, 2024, 2025 : sociétaire ponctuelle des Grosses Têtes sur RTL, présentée par Philippe Bouvard puis Laurent Ruquier
- 2009-2014 : animatrice de l'émission Samedi Roumanoff tous les samedis sur Europe 1, entourée d'une équipe de chroniqueurs
- 2009-2013 : auteur de la chronique Les inédits d'Anne Roumanoff dans la matinale Europe 1 matin, animée successivement par Marc-Olivier Fogiel puis Bruce Toussaint
- 2012-2013 : auteur de la chronique Rouge vif sur l’actualité, au cours de trois matinales par semaine sur Europe 1, animées par Bruce Toussaint
- 2016-2017 : animatrice de Ça pique mais c'est bon, une émission quotidienne humoristique sur l'actualité du jour sur Europe 1
- 2017-2018 : animatrice de Samedi Roumanoff tous les samedis sur Europe 1
- 2018-2021 : animatrice de Ça fait du bien !, une émission quotidienne sur Europe 1 de 11h à 12h30

### Télévision
- 1987 : Première apparition télévisée d'Anne Roumanoff dans l'émission d'humour La Classe animée par Fabrice sur FR3.
- Depuis septembre 2007 : On ne nous dit pas tout (Radio Bistro), chronique bimensuelle sur l'actualité dans l'émission Vivement dimanche animée par Michel Drucker sur France 2.
- 2008 : Le Grand Quiz du cerveau sur TF1
- 5 septembre 2009 : Soirée Rire ensemble contre le racisme, coanimée avec Michel Boujenah sur France 2.
- Décembre 2009 : Roumanoff, c'est rigolo présentée par Michel Drucker (audiences : 5,7 millions de téléspectateurs / 26,4 % de PDA).
- 2009-2010 : Les chéris d'Anne diffusée sur Comédie ! et NRJ 12. Anne Roumanoff présente ses coups de cœur de la nouvelle génération d'humoristes.
- Mai 2011 : Roumanoff telle quelle, documentaire qui retrace le parcours de l’humoriste sur France 3.
- 25 juin 2011 : Carte blanche à Anne Roumanoff, captation à l'Olympia sur TF1[30] (5 millions de téléspectateurs, 24,6 % de part de marché).
- 17 septembre 2012 : Roumanoff et les garçons, programme humoristique quotidien de six minutes qui durera trois semaines.
- 1er mars 2014 : Les duos d'Anne Roumanoff[31], spectacle diffusé sur Paris Première. Anne Roumanoff invite des humoristes dans des sketchs en duo créés spécialement pour l’événement. Parmi ses invités, on retrouve Arnaud Tsamere, Shirley Souagnon, Cécile Giroud, Eric Antoine, Frédérick Sigrist, Garnier et Sentou, Jérémy Ferrari, Yann Stotz, Willy Rovelli et Léa Lando.
- 2014 : Le Maillon faible sur D8
- 2014, 2016 : L'Œuf ou la Poule ? sur D8
- 2014 : Money Drop sur TF1
- 2014 : Qu'est-ce que je sais vraiment ? (M6)
- 2015 : Le Grand Match des années 90 sur D8 : candidate
- 2019 : Tout le monde joue sur France 2
- 2020 : Qui veut gagner des millions ? sur TF1
- 2020 : Les Douze Coups : Le Combat des Maîtres sur TF1
- 2005, 2018, 2022, 2023 : Le Grand Concours, jeu sur TF1 : participante
- 2022 : 100% logique sur France 2
- 2022 : Mask Singer (saison 3) sur TF1 : jurée
- 2023 : The Wheel sur TF1
- 2024 : Que le meilleur gagne sur M6
- 2025 : Le Grand Quiz sur TF1

## Distinctions

### Décorations
- Officière de l'ordre des Arts et des Lettres (17 juillet 2015) par Fleur Pellerin, ministre de la Culture et de la Communication[32].
- Chevalière de l'ordre national du Mérite (1er janvier 2020).

### Récompenses
- 2008 : Globe de Cristal du meilleur one-man-show pour son spectacle Anne a 20 ans.
- 2009 : lauréate du Grand prix Sacem de l'humour.
- 2010 : désignée comme humoriste préférée des Français en 2010 par TNS Sofres-Logica, dans Stratégies[33].
- 2010 : le nom Espace Anne Roumanoff est donné à la salle polyvalente de Froidfond, municipalité vendéenne[34].
- 2012 : désignée deuxième humoriste la plus drôle par Ipsos, dans Marianne.
- 26 août 2012 : à Orléans, elle devient la marraine d'un nouveau rosier portant son nom.
- 10 juin 2013 : elle inaugure sa statue de cire au musée Grévin[35].
- 12 juin 2017 : prix de l'humour 2017 de la SACD[36].
- Décembre 2020 et décembre 2021 : désignée deux années consécutives 11e française préférée des Français dans un sondage du Journal du dimanche